# Santa Rosa Island (Kalifornien)
Santa Rosa Island ist mit 215,27 km² Fläche die zweitgrößte Insel der kalifornischen Kanalinseln im Pazifik. Die Insel ist etwa 26 km lang, bis zu 17 km breit und erreicht im Vail Peak eine Höhe von 484 Metern über dem Meer. Santa Rosa liegt 42 Kilometer südlich der kalifornischen Küste zwischen San Miguel und Santa Cruz, der größten Insel des Archipels, in der Nordgruppe der Channel Islands. Santa Rosa Island gehört administrativ zum Santa Barbara County und ist Bestandteil des Channel-Islands-Nationalparks. Die Insel hat laut Census 2000 zwei registrierte Einwohner.
2007 wurde hier eine neue endemische Flechtenart entdeckt, die 2009 zu Ehren von US-Präsident Barack Obama den Namen Caloplaca obamae erhielt.
Die auf der Insel entdeckten Knochen des Arlington Springs Man sind mit über 13.000 Jahren die vermutlich ältesten bisher gefundenen Menschenknochen auf dem amerikanischen Kontinent.